# لارس اولسون (متزحلق جبال الألب)
لارس اولسون (بالسويدية: Lars Olson)‏ هو متزحلق جبال الألب سويدي، ولد في 16 نوفمبر 1944 في Stora Tuna ‏ في السويد.

## وصلات خارجية
- لارس اولسون على موقع الاتحاد الدولي للتزلج (التزلج على المنحدرات الثلجية) (الإنجليزية)
- لارس اولسون على موقع اللجنة الأولمبية الدولية (الإنجليزية)
- لارس اولسون على موقع أوليمبيديا (الإنجليزية)
- لارس اولسون على موقع اللجنة الأولمبية السويدية (السويدية)